# Dholavira
Dholavira è un sito archeologico a Khadirbet nel Bhachau Taluka nel distretto del Kutch, nello stato del Gujarat nell'India occidentale, che ha preso il nome da un villaggio moderno sito a 1 km a sud. Questo villaggio dista 165 km da Radhanpur. Conosciuto anche localmente come Kotada timba, il sito contiene rovine di un'antica civiltà della valle dell'Indo/città Harappana. La posizione di Dholavira è sul Tropico del Cancro. È uno dei cinque più grandi siti harappani e tra i siti archeologici più importanti dell'India appartenenti alla civiltà della valle dell'Indo. È anche considerata la più grande delle città del suo tempo. Si trova sull'isola di Khadir bet nel Kutch Desert Wildlife Sanctuary nel grande Rann di Kutch. La città quadrangolare, di 48 ettari, è situata tra due corsi d'acqua stagionali, il Mansar a nord e il Manhar a sud. Si pensava che il sito fosse occupato dal 2650 a.C, in lento declino dopo il 2100 a.C., per essere stato brevemente abbandonato e poi rioccupato fino al 1450 circa a.C.; tuttavia, recenti ricerche suggeriscono l'inizio dell'occupazione intorno al 3500 a.C. (pre-Harappani) e rimasto attivo fino al 1800 a.C. circa (prima parte del periodo tardo Harappa).
Il sito è stato scoperto nel 1967-1968 da JP Joshi, dell'Archaeological Survey of India (ASI), ed è il quinto più grande degli otto principali siti Harappa. È in corso di scavo dal 1990 da parte dell'ASI, che ha affermato che "Dholavira ha aggiunto nuove dimensioni alla personalità della civiltà della Valle dell'Indo". Gli altri principali siti Harappa scoperti finora sono Harappa, Mohenjo-daro, Ganeriwala, Rakhigarhi, Kalibangan, Rupnagar e Lothal.
Il 27 luglio 2021 è stato nominato patrimonio dell'umanità dell'UNESCO con il nome Dholavira: a Harappan City.

## Cronologia di Dholavira

Disposizione di Dholavira

Ravindra Singh Bisht, il direttore degli scavi di Dholavira, ha definito le seguenti sette fasi di occupazione del sito: 
| Fase     | Data           | Eeventi                                        |
| -------- | -------------- | ---------------------------------------------- |
| Fase I   | 2650–2550 a.C. | Harappa precoce – Transizione Harappa matura A |
| Fase II  | 2550–2500 a.C. | Harappa precoce – Transizione Harappa matura B |
| Fase III | 2500–2200 a.C. | Harappa maturo A                               |
| Fase IV  | 2200-2000 a.C. | Harappa maturo B                               |
| Fase V   | 2000–1900 a.C. | Harappa maturo C                               |
|          | 1900-1850 a.C. | Periodo di abbandono                           |
| Fase VI  | 1850-1750 a.C. | Harappa posturbana A                           |
|          | 1750–1650 a.C. | Periodo di abbandono                           |
| Fase VII | 1650–1450 a.C. | Harappa posturbana B                           |

Recenti datazioni C14 e confronti stilistici con ceramiche del periodo Amri II-B mostrano che le prime due fasi dovrebbero essere chiamate Cultura pre-Harappan Dholaviran e ri-datate come segue: Fase I (c. 3500-3200 a.C.) e Fase II (c. 3200-2600 a.C.).

## Scavi
Lo scavo è stato avviato nel 1989 dall'ASI sotto la direzione di Bisht, e sono stati realizzate 13 campagne di scavo tra il 1990 e il 2005. Le ricerche hanno portato alla luce l'urbanistica e l'architettura e un gran numero di oggetti come ossa di animali, oro, argento, ornamenti in terracotta, vasellame e vasi di bronzo. Gli archeologi credono che Dholavira fosse un importante centro di commercio tra gli insediamenti nel sud del Gujarat, nel Sindh e nel Punjab e nell'Asia occidentale.

## Architettura e cultura
Considerata più antica della città portuale di Lothal, la città di Dholavira ha una forma e un'organizzazione rettangolari, e si sviluppa su 22 ettari. L'area misura 771,1 metri in lunghezza e 616,85 in larghezza. A differenza di Harappa e Mohenjo-daro, la città fu costruita secondo un piano geometrico preesistente composto da tre divisioni: la cittadella, la città centrale e la città bassa. L'acropoli e il centro abitato erano stati dotati di proprie opere di difesa, di porte, di centri abitati, di viabilità, di pozzi e di ampi spazi aperti. L'acropoli è l'area più fortificata e complessa della città, per la maggior parte nella zona sud-occidentale. L'imponente "castello" è difeso da doppi bastioni. Accanto a questo si trova un luogo chiamato "bailey" dove vivevano importanti funzionari. La città all'interno delle fortificazioni ha una superficie di 48 ettari. Vi sono vaste aree portanti esterne ma integrali all'insediamento fortificato. Oltre le mura è stato trovato un altro insediamento. La caratteristica più sorprendente della città è che tutti i suoi edifici, almeno nel loro stato attuale di conservazione, sono costruiti in pietra, mentre la maggior parte degli altri siti di Harappa, tra cui la stessa Harappa e Mohenjo-daro, sono quasi esclusivamente costruiti in mattoni. Dholavira è fiancheggiata da due canali di acqua piovana; il Mansar a nord e il Manhar a sud. Nella piazza del paese, c'è un'area rialzata, chiamata "Cittadella".

### Serbatoi

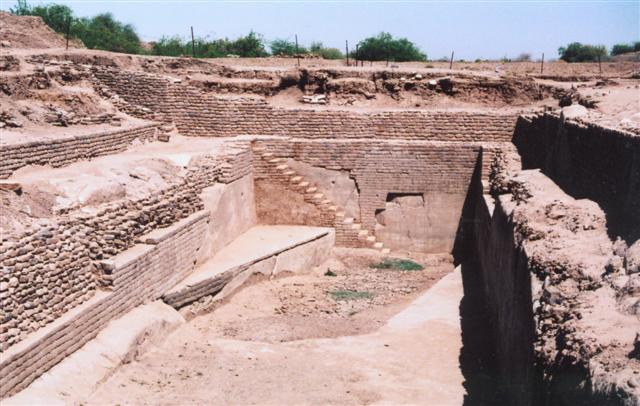
Uno dei serbatoi d'acqua, con gradini, a Dholavira

Bisht, che è andato in pensione come direttore generale congiunto dell'ASI, ha dichiarato: "Il tipo di sistema efficiente degli Harappani di Dholavira, sviluppato per la conservazione, la raccolta e lo stoccaggio dell'acqua, parla eloquentemente della loro avanzata ingegneria idraulica, dato lo stato della tecnologia nel III millennio a.C.". Una delle caratteristiche uniche di Dholavira è il sofisticato sistema di conservazione dell'acqua di canali e serbatoi, il primo trovato al mondo, costruito completamente in pietra. La città aveva enormi serbatoi, tre dei quali sono stati portati alla luce. Erano usati per immagazzinare l'acqua dolce portata dalle piogge o per immagazzinare l'acqua deviata da due rivoli vicini. Ciò è chiaramente avvenuto in risposta al clima desertico e alle condizioni del Kutch, dove possono passare diversi anni senza che si verifichino precipitazioni. Un torrente stagionale, che scorre in direzione nord-sud nei pressi del sito, è stato arginato in diversi punti per raccogliere l'acqua. Nel 1998 è stato scoperto un altro serbatoio.
Gli abitanti di Dholavira costruirono sedici o più serbatoi di varie dimensioni durante la fase III. Alcuni di questi hanno approfittato della pendenza del terreno all'interno del grande insediamento, un dislivello di 13 metri da nord-est a nord-ovest. Altri serbatoi sono stati scavati, alcuni nella roccia viva. Recenti lavori hanno messo in luce due grandi invasi, uno a est del castello e uno a sud, vicino alla dépendance.
I serbatoi sono tagliati verticalmente nella pietra e sono profondi circa 7 metri e lunghi 79. Costeggiano la città, mentre la cittadella e i bagni sono situati in posizione centrale su un terreno rialzato. C'è anche un grande pozzo con un abbeveratoio in pietra che lo collega a uno scarico destinato a condurre l'acqua a un serbatoio di accumulo. La vasca per il bagno aveva dei gradini che scendevano verso l'interno.
Nell'ottobre 2014 sono iniziati gli scavi su un pozzo a gradini rettangolare che misurava 73,4 metri in lunghezza, 29,3 m in larghezza e profondo 10 metri, rendendolo tre volte più grande del Grande Bagno di Mohenjedaro.

### Realizzazione di sigilli
Alcuni dei sigilli trovati a Dholavira, appartenenti allo Stadio III, contenevano solo figure di animali, senza alcun tipo di scrittura. È stato suggerito che questo tipo di sigilli rappresentano le prime convenzioni della fabbricazione dei sigilli dell'Indo.

### Altre strutture e oggetti

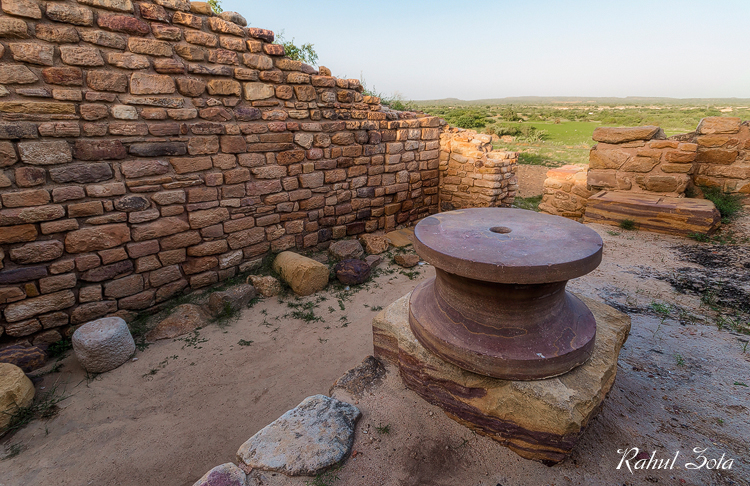
Porta Est

Si ritiene che un'enorme struttura circolare sul sito sia una tomba o un memoriale, sebbene non contenesse scheletri o altri resti umani. La struttura è costituita da dieci pareti radiali di mattoni di fango costruite a forma di ruota a raggi. Una scultura in morbida arenaria di un maschio con fallo eretto, ma con testa e piedi troncati sotto la caviglia, è stata trovata nel passaggio della porta orientale. Sono state trovate molte strutture funerarie (sebbene tutte tranne una fossero prive di scheletri), così come pezzi di ceramica, sigilli di terracotta, braccialetti, anelli, perline e incisioni a intaglio.

### Costruzioni emisferiche
A Dholavira sono state trovate sette costruzioni emisferiche, delle quali due sono state scavate in dettaglio, costruite su grandi camere scavate nella roccia. Realizzate a pianta circolare, sono grandi costruzioni semisferiche rialzate in mattoni di fango. Una delle strutture scavate è stata progettata sotto forma di una ruota a raggi. Anche l'altra è stata progettata allo stesso modo, ma come una ruota senza raggi. Sebbene contenessero corredi funerari in ceramica, non sono stati trovati scheletri ad eccezione di una tomba, dove sono stati trovati uno scheletro e uno specchio di rame. In una delle strutture emisferiche sono stati trovati anche una collana di perline di steatite, infilate in un filo di rame, con ganci alle due estremità, un braccialetto d'oro e altre perle.
Queste strutture emisferiche hanno somiglianze con i primi stupa buddisti. L'Archaeological Survey of India, che ha condotto lo scavo, opina che "il tipo di design che è di ruota a raggi e ruota senza, ricorda anche uno dei Sararata-chakra-citi e sapradhi-rata-chakra-citi menzionati nel Satapatha Brahmana e Sulba-sutra".

## Ritrovamenti

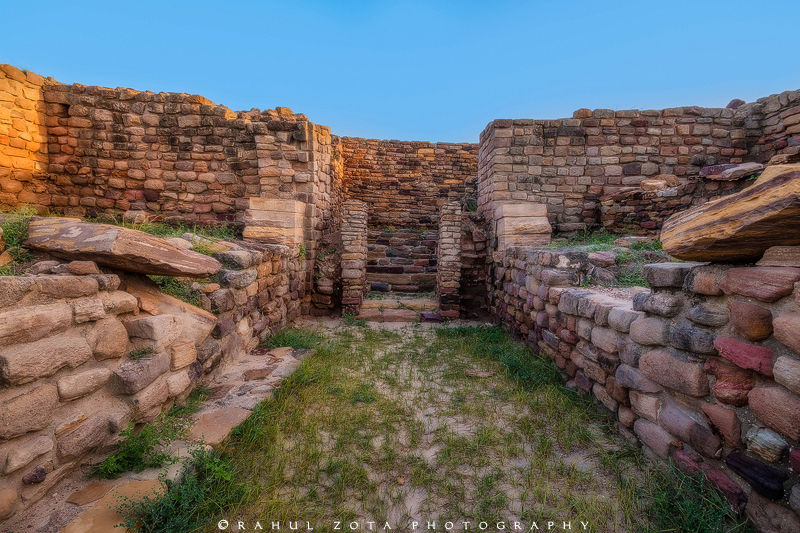
porta nord

Ceramica dipinta in nero su rosso dell'Indo, sigilli quadrati, sigilli dell'Indo senza scrittura, un'enorme insegna, che misura circa 3 metri di lunghezza, contenente dieci lettere della scrittura dell'Indo. È stata trovata anche una figura maschile seduta, in pietra, mal conservata e paragonabile a due sculture in pietra di alta qualità trovate ad Harappa. In questo sito sono stati trovati anche grandi vasi a fondo nero con base appuntita. un gigantesco martello di bronzo, un grande scalpello, uno specchio a mano in bronzo, un filo d'oro, orecchini d'oro, globuli d'oro con fori, braccialetti di rame, di conchiglie, simboli di pietra simili a falli, sigilli quadrati con iscrizione dell'Indo e insegne, un sigillo circolare, animali, vasellame con motivi dipinti, calici, sottopiatti, giare forate, bicchieri in terracotta in buono stato, elementi architettonici costituiti da pietre di zavorra, mole, mortai, ecc.. Sono stati trovati anche pesi di pietra di diverse misure.

## Strada costiera
Si suggerisce che esistesse una strada costiera che collegava Lothal e Dholavira a Sutkagan Dor sulla costa di Makran.

## Lingua e scrittura
Gli Harappani parlavano una lingua sconosciuta e la loro scrittura non è stata ancora decifrata. Si ritiene che abbia avuto circa 400 segni di base, con molte varianti. I segni potrebbero rappresentare sia parole che sillabe. La direzione della scrittura era generalmente da destra a sinistra, nota come KHAROSTHI SCRIPT. La maggior parte delle iscrizioni si trovano su sigilli (per lo più fatti di pietra) e timbri (pezzi di argilla su cui il sigillo era stato premuto per lasciare la sua impronta). Alcune iscrizioni si trovano anche su tavolette di rame, strumenti di bronzo e piccoli oggetti in terracotta, pietra e maiolica. I sigilli potrebbero essere stati utilizzati nel commercio e anche per il lavoro amministrativo ufficiale. Molto materiale scritto è stato trovato a Mohenjo-daro e in altri siti della civiltà della valle dell'Indo.

### Segni

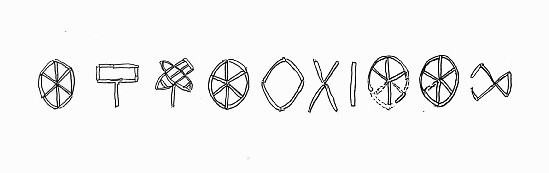
Dieci lettere dell'Indo ritrovate presso la porta settentrionale di Dholavira, soprannominate il cartello Dholavira.

La scoperta più significativa a Dholavira è stata fatta in una delle stanze laterali della porta settentrionale della città, ed è generalmente conosciuta come l'"insegna di Dholavira". Gli Harappa avevano sistemato e incastonato pezzi di gesso per formare dieci grandi simboli, o lettere, su una grande tavola di legno. Ad un certo punto, il tabellone cadde a terra. Nel tempo il legno marcì, ma la disposizione delle lettere è sopravvissuta. Le lettere dell'insegna sono paragonabili ai grandi mattoni che venivano usati nei muri vicini. Ogni segno è alto circa 37 cm e la tavola su cui erano incise le lettere era lunga circa 3 metri. L'iscrizione è una delle più lunghe nella scrittura dell'Indo, con uno dei simboli che appare quattro volte, e questo, le sue grandi dimensioni e la natura pubblica ne fanno una prova chiave citata dagli studiosi che sostengono che la scrittura dell'Indo rappresenta la piena alfabetizzazione. In questo sito si trova anche un'iscrizione a quattro segni con lettere grandi su arenaria, considerata la prima di tali iscrizioni su arenaria in uno qualsiasi dei siti harappani.